# 国立卢瓦尔河谷应用科学学院
国立卢瓦尔河谷应用科学学院（法語：Institut national des sciences appliquées Centre Val de Loire）是法国INSA集团的一所工程师学校，2014年在卢瓦尔河谷国立工程师学校、布尔日国立工程师学校和布卢瓦国立高等自然与景观学校基础上合并成立。